# Xã Randolph, Quận Ohio, Indiana
Xã Randolph (tiếng Anh: Randolph Township) là một xã thuộc quận Ohio, tiểu bang Indiana, Hoa Kỳ. Năm 2010, dân số của xã này là 4.383 người.